# 7376 Джефтейлор
7376 Джефтейлор (7376 Jefftaylor) — астероїд головного поясу, відкритий 31 жовтня 1980 року.
Тіссеранів параметр щодо Юпітера — 3,475.